# دبور نمسي
الدبور النمسي أو الزنبور النمسي أو الذبابة النمسية حشرة فوق فصيلة غشائيات الأجنحة من رتيبة ذوات الخصر. تم تصنيف أكثر من 80,000 نوع منها؛ وتعتبر هذه الحشرة مكافحة بيولوجية للأنواع الضارة، حيث تتغذى على العديد من الحشرات المضرة بالمزروعات. تعيش متطفلة على الحشرات والعناكب الأخرى، وتنمو يرقاتهاـ في معظم مراحلها ـ داخل الحشرات الأخرى غير الكاملة النمو. وينمو بعضها داخل أجسام العناكب أو يرقات الكائنات الدقيقة الأخرى. وتقوم بعض أنواع الدبور النمسي بتلقيح الجهاز المناعي للمضيف ب Polydnavirus كي لا يرفض بيضها. يتكون مسرأ أنثى الدبور النمسي من ثلاث جدائل خيطية طويلة ويبلغ طوله أكثر من 15 سم، تنزلق هذه الجدائل الثلاث للأمام والخلف لنقل البيض أسفل الأنبوب الحامل للبيض. ويستعمل الدبور هذا العضو لوضع البيض في يرقات العنكبوت أو يرقات الحشرات الأخرى. وبعض أنواع هذه الحشرة يقوم بثقب الأشجار بوساطة المسرأ، لتضع بيضها في ثقوب تسكنها يرقات الخنافس والأنواع الأخرى من الزنابير.
اعتبر تشارلز داروين دورة حياة هذه الحشرة متعارضا مع اللاهوت الطبيعي، بسبب الطريقة التي تتغذى بها من مضيفها وبطء تطور بيضها. وتضع الأنثى بيضها في داخل أو بالقرب من مضيفها لتلتهمه، من الداخل أو الخارج، عند نموها. ويوجد أيضاً نحو 40 ألف نوع من دبور البراكونيد الذي يشبه الدبور النمسي إلى حد كبير، وينتمي إلى المجموعة نفسها.

## معرض صور

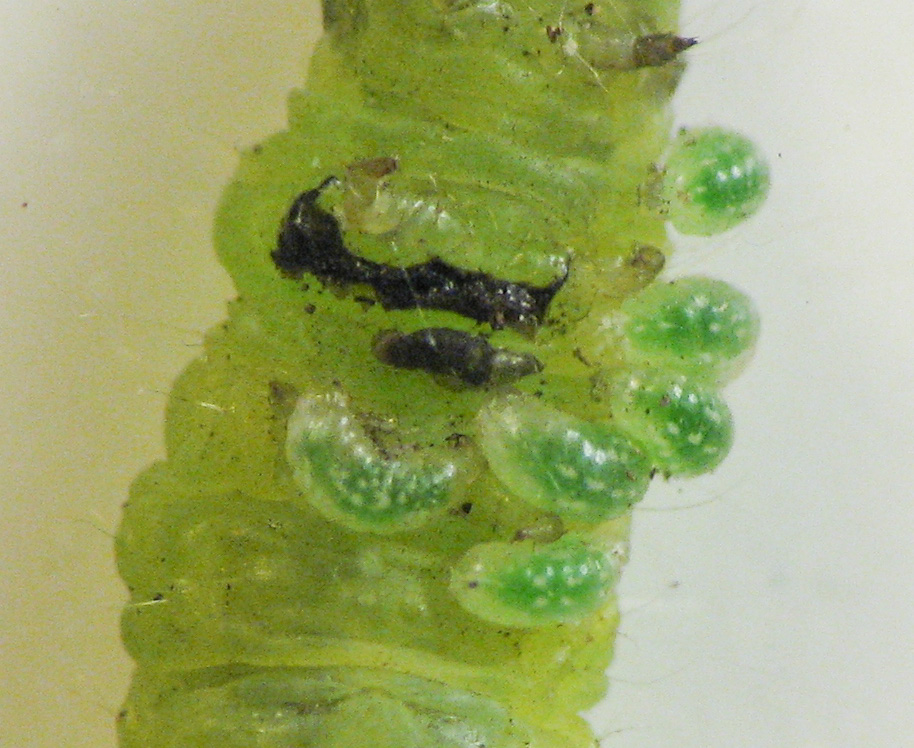
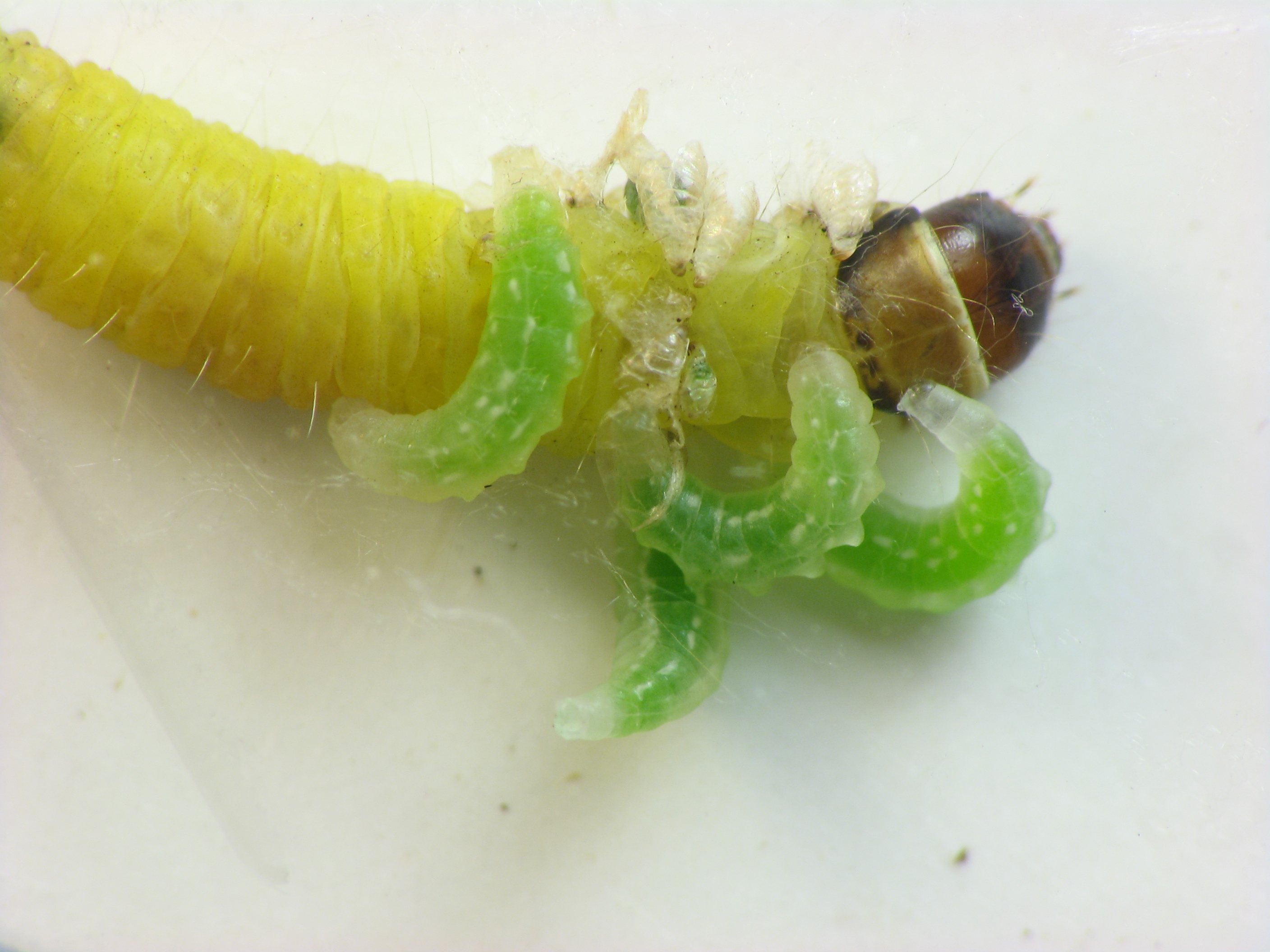
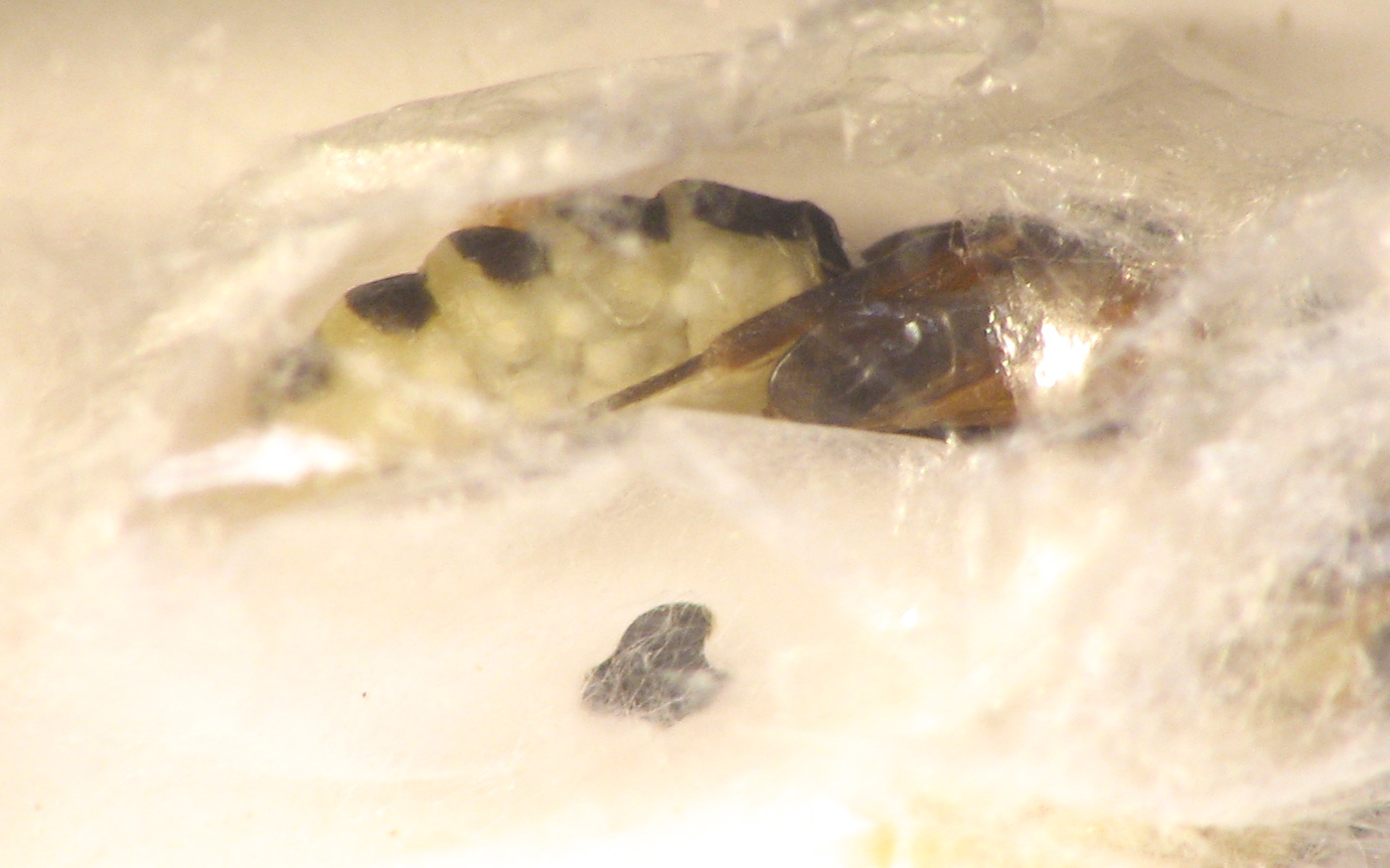
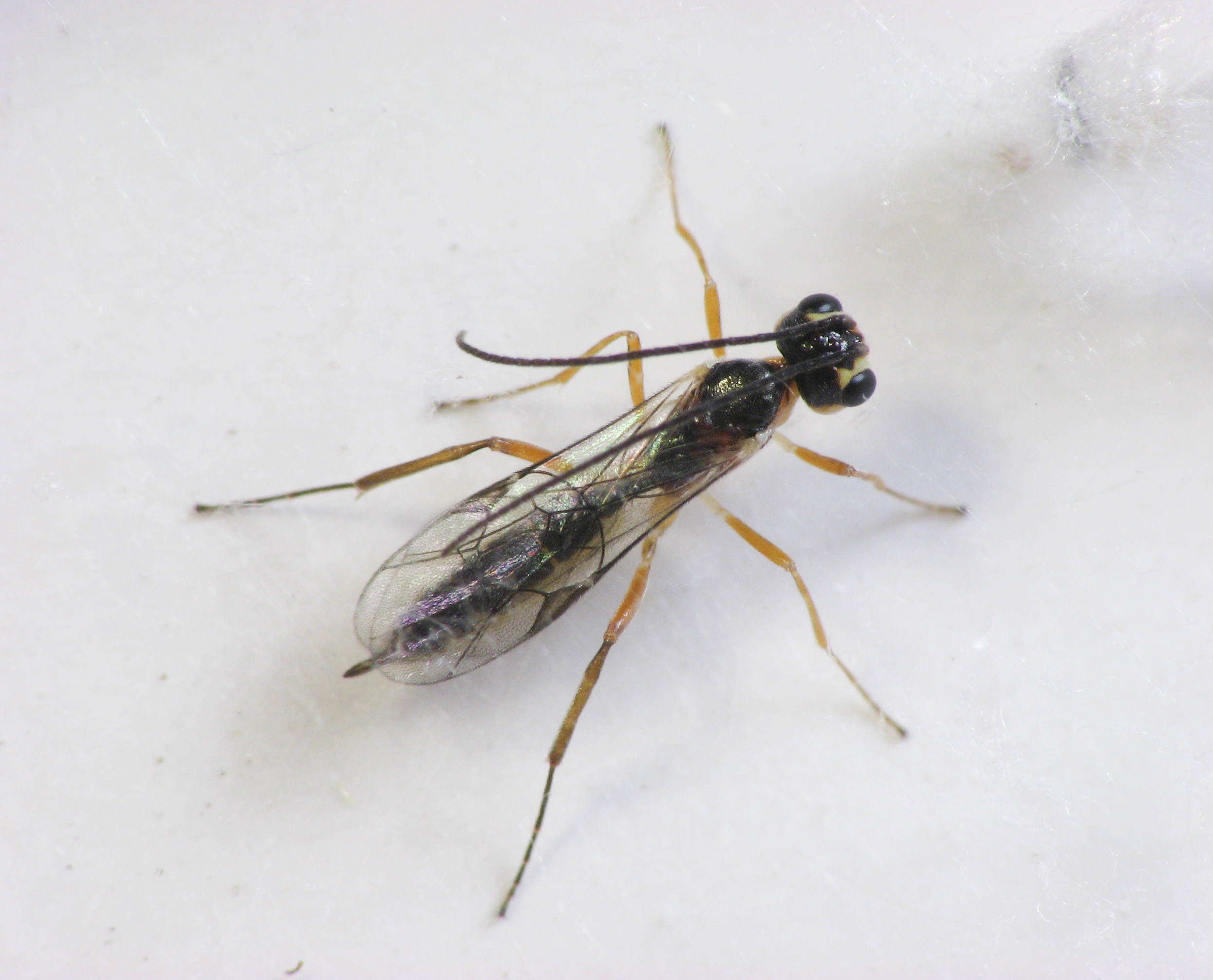
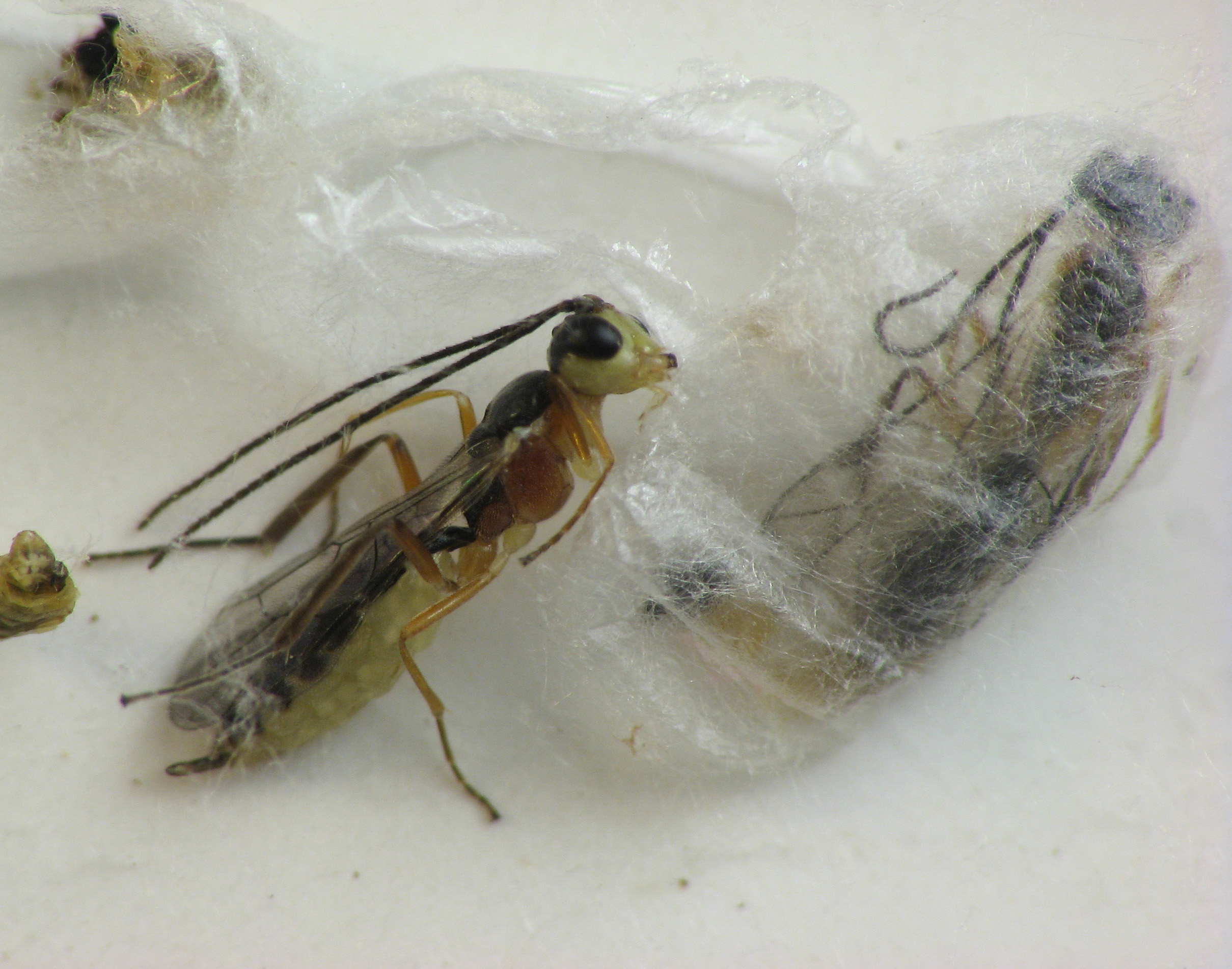